# Fernando Niño de Guevara
Fernando kardinal Niño de Guevara, španski rimskokatoliški duhovnik, škof in kardinal, * 1541, Toledo, † 8. januar 1609.

## Življenjepis
5. junija 1596 je bil povzdignjen v kardinala.
10. oktobra 1599 je bil imenovan za naslovnega nadškofa  in 27. novembra je prejel škofovsko posvečenje.
30. aprila 1601 je bil imenovan za nadškofa Seville.